# Erbordo
Erbordo (Bergamo, ... – Bergamo, 24 aprile 1272) è stato un vescovo cattolico italiano.

## Biografia
Erbordo fu nominato vescovo di Bergamo il 7 aprile 1260. L'archivio capitolare conserva uno scritto del mese di aprile di quell'anno dove è indicata la presenza del nuovo vescovo, questo a conferma di come si fossero sbagliati gli storici quando indicarono la data del 1261, supponendo che la diocesi fosse rimasta orfana del presule per un paio d'anni. L'indicazione che risulta più volte inserita nei registri come vescovo Hundarus quindi di origini ungheresi, potrebbe essere considerata esatta in quando la sua vicinanza a personaggi ungheresi risulta con la nomina del vicario, un certo Magister Gregorius Hungarus, che era figlio del conte Andrea d'Ungheria. Il territorio ungherese era nel XIII secolo piuttosto vasto, e Erbordo risulta essere stato canonico della chiesa di Buda.

Documentata è la sua presenza per molto tempo nel convento di Santo Stefano di Bergamo, convento fondato dai frati domenicani solo nel 1226. La sua candidatura sembra fosse stata promossa presso il papa Alessandro IV e voluta proprio dal suo antecessore Algisio anche lui domenicano, come è stato indicato dallo storico Ferdinando Ughelli: 
(Vite dei pontecifi e dell'Italia sacra- Gederico Ughelli)
La sua vicinanza con la chiesa di Santo Stefano è confermata con l'atto di incorporazione a questa con quella di San Giacomo della Porta che non aveva ne un parroco e neppure uno spazio per le sepolture. L'anno successivo alla sua elezione alla cattedra vescovile, la nomina per la prima volta di un vicario generale, che doveva avere poteri sia spirituali sia temporali, nella persona di Enrico di Sorlasco, che era parroco della chiesa di Almenno San Salvatore.
Il vescovo viene indicato tra i promotori della Congregazione della Misericordia Maggiore di Bergamo con Pinamonte da Brembate nel 1265, congregazione nata a fine benefico.
(Rerum Novarum Scriptores Ludovico Antonio Muratori)
Non sono molte le informazioni relative al vescovo, che visse in un periodo non semplice per la città di Bergamo, quando divenne podestà Napoleone della Torre, signore già di Milano e di Brescia, che, pur chiamandosi podestà, esercitò su Bergamo poteri quasi signorili. Sicuramente le Miniere d'argento dell'alta Val Seriana erano ancora gestite del vescovo che ne diede la gestione dietro il pagamento di canone al Consolato Suardi.
Risulta una causa con il Capitolo del 1267, causa che vide Guidotto parroco della chiesa di Santa Maria del Galgario giudice. Nella causa risultava che era compito del vescovo compiere alcuni gesti sia del periodo di Quaresima che della Settimana santa, fra cui l'imposizione delle ceneri, la lavanda dei piedi dei chierici sia della chiesa di San Vincenzo sia di quella alessandrina. La sentenza confermò molti degli obblighi, ma sollevò anche il vescovo da alcune incombenze ritenute troppo gravose.
Il vescovo Erbordo aveva acquistato molti territori di Gavarno a beneficio della mensa vescovile. Durante il suo episcopato fu istituita l'Inquisizione nel 1267.
Alla sua morte la salma fu tumulata nella basilica di Sant'Alessandro.